# Тышкевич, Клементина
Графиня Клементина Тышкевич (пол. Klementyna z Potockich Tyszkiewiczowa, урождённая Потоцкая; 31 октября 1856, Славута, Российская империя — 7 июня 1921, Париж, Третья Французская республика) — польская аристократка, меценат и филантроп. Играла заметную роль в светской и культурной жизни Вильны на рубеже XIX—XX веков.

## Биография

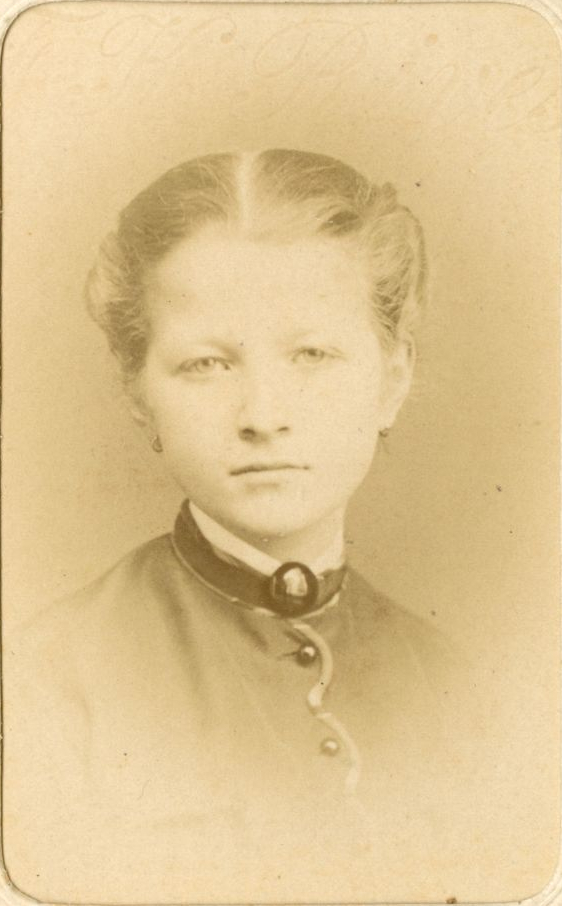
Клементина Потоцкая около 1870 года

Клементина Потоцкая родилась 31 октября 1856 года в усадьбе Славута в семье графа Альфреда Юзефа Потоцкого и княжны Марии Клементины Сангушко. После назначения отца на должность в Вене вместе с родителями и старшей сестрой Юлией переехала в австрийскую столицу. Получила традиционное для такого рода семей салонное образование. 4 сентября 1878 года вышла замуж за графа Яна Леона Тышкевича (1851—1901), будущего владельца Биржайского майората. Пышная церемония венчания состоялась в Лемберге с участием архиепископа Францишека Ксаверия Вешхлейского.

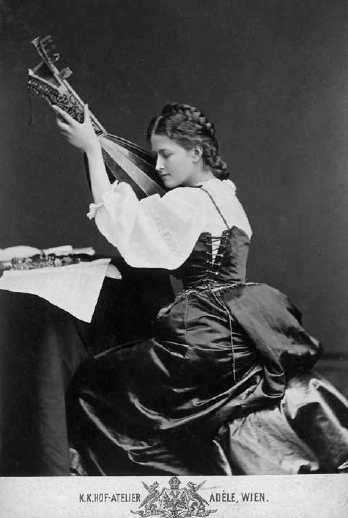
Клементина Тышкевич в образе персонажа картины Орацио Джентилески «Лютнистка». 1870-е годы

Совершив после свадьбы визит в Литву, молодожёны отправились в путешествие по Европе, которое продолжалась несколько месяцев. По окончании турне Тышкевичи обосновались в Париже. В течение четырёх лет супруги регулярно посещали оперные представления и скачки на ипподроме «Лоншан», а также совершали поездки в казино Монте-Карло и на курорты Ниццы. Кроме того, Тышкевичи принимали участие в благотворительных вечерах, проводившихся в особняке «Ламбер».
В 1881—1882 годах графская чета перебралась в Вильну. Для проживания в этом городе Тышкевичами была приобретена отдельная квартира со всеми удобствами (точное место её расположения доподлинно неизвестно). Согласно сохранившимся денежным счетам, свидетельствующим о стремлении супругов создать в приобретённых апартаментах привычную для себя роскошную обстановку, отделка интерьера квартиры была поручена известному в то время архитектору немецкого происхождения Фридриху Густаву фон Шахту (нем. Friedrich Gustaw von Schacht). Среди прочего фон Шахт заказывал для Тышкевичей дорогостоящие ковры из-за границы.
В 1882 году у пары родился сын Альфред Ян (1882—1930), который был крещён в костёле Святых Иоаннов. В 1884 году в семье появился второй ребёнок — дочь Клементина (1884—1901).
Желая завоевать прочные позиции в среде виленской аристократии и подчеркнуть собственный статус, графиня озаботилась возведением персональной городской резиденции. Образцом для подражания Тышкевич служила княжна Мария Клементина Сангушко — графиня жаждала занять в Вильне такое же положение, какое занимала в Лемберге её мать. Дворец Клементины Тышкевич был построен в 1884—1888 годах на берегу реки Вилия по проекту выпускника Императорской Академии художеств в Санкт-Петербурге Киприана Мацулевича. Земельный участок под резиденцию графини был приобретён 5 (17) декабря 1883 года у Владимира Джулиани. Оригинальная структура здания не имеет аналогов в Вильне: двухэтажные корпуса дворца развёрнуты вдоль направленности двух улиц, а помещённая между корпусами часть строения имеет форму трапеции и включает в себя вестибюль с парадной лестницей. Экстерьер угловой части дворца выделяется благодаря широкой лоджии c рядом колонн. Лоджия была предназначена для того, чтобы кареты гостей графини могли подъезжать непосредственно к дверям центрального входа. Оформление фасадов здания из желтоватого кирпича повторяет итальянские ренессансные формы.

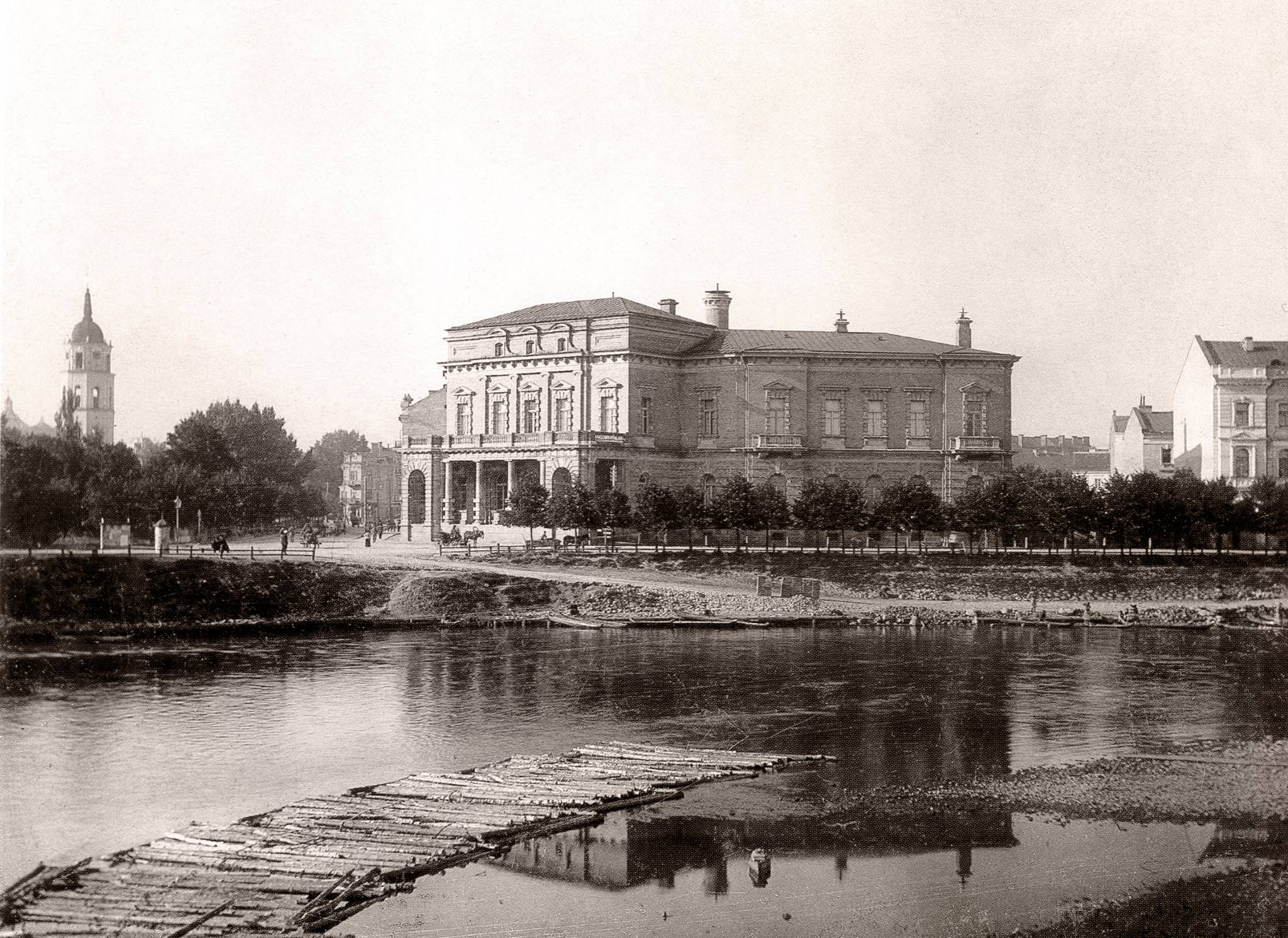
Дворец графини Тышкевич в Вильне. 1905 год

Помимо лоджии, торжественный характер резиденции также подчёркивался монументальной парадной лестницей и вестибюлем с двумя парами сдвоенных колонн. Для надлежащего убранства помещений дворца графине потребовалось большое количество произведений искусства. Предположительно, часть предметов была заказана специально для резиденции; также в Вильну была доставлена немалая часть накопленных Тышкевичами культурных ценностей из усадьбы Островец в предместье Бирж. Ещё ряд произведений искусства был перевезён в дворец из Лемберга. Лестница резиденции у Вилии была декорирована уникальными настенными коврами, изготовленными известными европейскими мануфактурами, а комнатные помещения были обставлены новомодной мебелью и украшены живописными полотнами, часть которых представляла собой портреты самой Тышкевич, созданные знаменитыми в то время художниками. Представляющие ценность предметы меньших размеров (такие как медали, ордена, миниатюры и декоративные ленты) были размещены в дворцовых витринах.
После завершения строительных работ дворец Клементины Тышкевич стал центром притяжения и главным местом развлечений местной аристократии. Хозяйка резиденции регулярно устраивала великосветские приёмы, во время которых собравшиеся дискутировали на актуальные политические, исторические и каждодневные темы, танцевали, играли в карты и бильярд, внимали музыкальным и театрализованным представлениям, а также «живым картинам», которые были в особенном почёте у «виленской львицы».
В 1901 году графиня пережила двойную личную трагедию: 5 июня в парижской съёмной квартире (улица Жана Гужона, 4) скончался Ян Леон Тышкевич, и в том же году умерла Клементина-младшая, которую в семье ласково называли «Климца» (точная дата её смерти неизвестна).
Вследствие душевного потрясения 1901 году Тышкевич закрыла свой салон и с этого времени начала проводить бо́льшую часть времени в излюбленном Париже, приезжая в Вильну всего на несколько месяцев в году. Это обстоятельство не помешало графине вплотную обратиться к благотворительной и меценатской деятельности.
В 1903 году Тышкевич обязалась в течение 12 лет ежегодно жертвовать 1.000 рублей на нужды приюта для мальчиков, курировавшегося основанным в 1901 году Обществом опеки над детьми в Вильне (пол. Towarzystwo Opieki nad dziećmi w Wilnie). В марте 1908 года графиня стала президентом Виленского отделения Общества защиты женщин (пол. Towarzystwo ochrony kobiet. Oddział Wileński), который официально начал свою деятельность 1 (14) июля 1904 года. В 1909 году отделение организовало в дворце у Вилии масштабный благотворительный бал под названием «Радуга».
Тышкевич также уделяла внимание развитию польской культуры.
Зимой 1904—1905 годов в резиденции графини давал представления любительский театр, в котором работала драматург, прозаик и общественный деятель Эмма Дмоховская (урождённая Еленская). Эта довольно слаженная труппа была организована «почти» публично благодаря тому, что Тышкевич ещё ранее поднимала перед генерал-губернатором Петром Оржевским вопрос о своём желании создать вместе с группой друзей непрофессиональный театр в дворце у Вилии. Выручка от продажи билетов на спектакли в резиденции графини направлялась на нужды благотворительности, о чём было известно только посвящённой публике. Представления труппы имели успех и привлекали толпы зрителей.

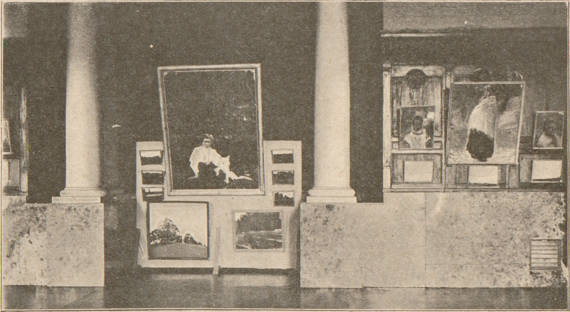
Выставка работ учеников варшавской Школы изящных искусств во дворце графини Тышкевич. 1907 год

В октябре 1907 года в фойе дворца у Вилии состоялась выставка живописных работ учеников варшавской Школы изящных искусств, обустроившихся в Верках и работавших под руководством представителя «живописного реализма» рубежа веков, Конрада Кржижановского: публике были представлены пейзажи и портреты, написанные во время пленэра. В марте 1908 года во дворце была организована ещё одна выставка, на которой посетители могли ознакомиться с полотнами художников польского происхождения — как местных, так и проживающих в Польше (в мероприятии приняли участие Станислав Яроцкий, братья Юзеф и Болеслав Балзукевичи, Мечислав Барвицкий, Болеслав Буйко, Францишек Ясевич, Францишек Юревич и другие). Согласно заметкам критиков и отзывам деятелей искусств, эта выставка была перегружена работами различного артистического уровня и не производила цельного впечатления. Так, обозреватель «Северо-западного голоса» Лев Антокольский высказал мнение, что многие именитые участники смотра представлены слабыми, несвойственными им работами. Об отсутствии надлежащих критериев отбора экспонатов на выставку также писала литовский рецензент Она Плейрите-Пуйдене в газете «Vilniaus žinios», и даже Микалоюс Константинас Чюрлёнис в письме Софии Кимантайте охарактеризовал экспозицию эпитетом «horrendum» (в переводе с лат. — «ужасающе»).

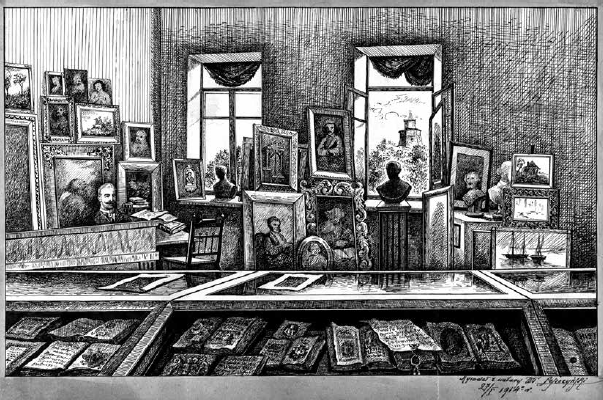
Владислав Лещинский. Интерьер Виленского музея науки и искусства. 1914 год

В первом десятилетии XX века статус дворца у Вилии как культурного центра ещё более укрепился после того, как в 1907 году с согласия владелицы на втором этаже здания были размещены собрания музея Виленского общества науки и искусства, которое было основано родственниками мужа графини, Владиславом и Антонием Тышкевичами. Обществу была предоставлена возможность пользоваться помещениями дворца совершенно бесплатно. Конкретно под музейные нужды в резиденции был выделен один зал, хотя вскоре стало ясно, что все экспонаты в нём не поместятся (всего в период 1907—1914 годов членами организованного Тышкевичами объединения было собрано около 5.000 экспонатов). Экспозиционный зал практически не отапливался, поэтому музей был открыт на постоянной основе лишь летом (полтора часа в день), а зимой принимал посетителей только по предварительной договорённости. Несмотря на подобные стеснённые обстоятельства, экспозиция сумела привлечь внимание многих известных публичных лиц: в книге отзывов посетителей музея присутствуют имена скульптора Болеслава Балзукевича, философа Владислава Татаркевича, общественного деятеля и публициста графини Марии Тышкевич (сестры Владислава и Антония), одного из будущих основателей виленского Университета Стефана Батория Бронислава Умястовского и ряда других личностей. В 1909 году экспозицию осмотрела и сама хозяйка дворца.
Кроме того, по инициативе графини было основано Виленское общество содействия развитию польского сценического искусства (пол. Wileńskie Towarzystwo popierania polskiej sztuki scenicznej), почётным председателем которого Тышкевич была с 1909 года. Деятельность общества финансировалась из нескольких источников. В объединении действовала группа попечителей, представители которой ежегодно выделяли на нужды организации 100 либо 500 рублей (помимо самой графини, в число попечителей также входили князь Анджей Понятовский из Парижа, г-н Костровицкий из Санкт-Петербурга, Вл. Леский и другие). Рядовые члены общества платили ежегодный взнос в размере 20 рублей (в 1913 году перечень имён таких спонсоров расширился до 251 человека). В финансовом обеспечении организации также принимала посильное участие Виленская городская дума, предоставлявшая объединению субсидии в 3.000 рублей.
Именно графиня выдвинула идею создания Польского театра (Театра на Погулянке) в Вильне и выделила на постройку соответствующего здания 10.000 рублей. К осуществлению это замысла присоединились и другие члены общества, желавшие поспособствовать развитию польской сцены: общественно-политический деятель Ипполит Корвин-Милевский, пожертвовавший 20.000 рублей, Мечислав Богданович (10.000 рублей), Феликс Завадский (10.000 рублей), брат Клементины граф Иосиф Потоцкий и её же зять (муж сестры Юлии) граф Владислав Браницкий (2.000 рублей).
В 1910 году был объявлен конкурс на создание архитектурного проекта здания Польского театра в Вильне. Победу в конкурсе одержала совместная разработка Вацлава Михневича (1866—1947) и Александра Парчевского (1848—1933), представлявших строительное бюро «Архитект» (пол. „Architekt”). Краеугольный камень театра был заложен 17 (30) апреля 1912 года, а строительство было завершено в течение 1912—1913 годов. Обустройство интерьера было поручено художнику Эдварду Трояновскому из Варшавы. Четырёхугольный зал театра был рассчитан на девятьсот мест.
Открытие Театра на Погулянке состоялось 12 (25) октября 1913 года. В первый вечер была исполнена популярная тогда четырёхактная пьеса Людвика Иеронима Морстина «Лилии» с Казимирой Леснёвской в главной роли.

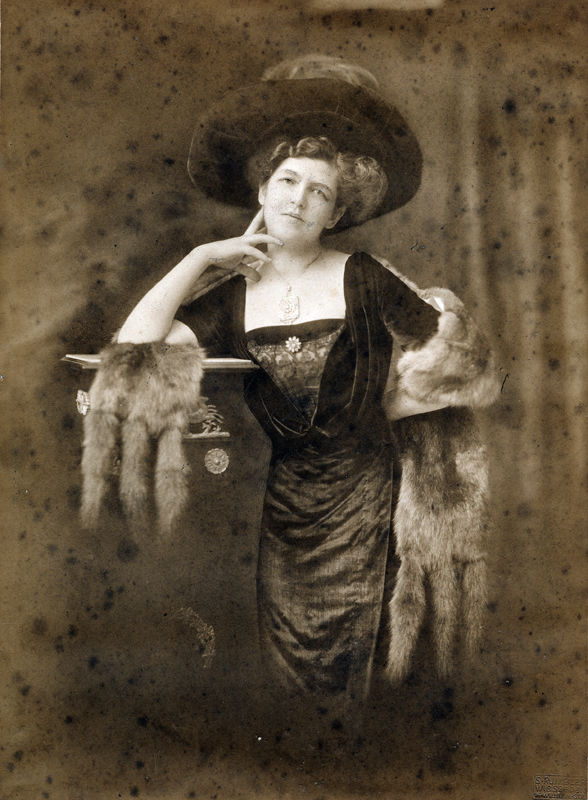
Клементина Тышкевич в начале XX века

Виленский период жизни Тышкевич завершился в 1913 году после скандальной истории, широко освещавшейся на страницах польской прессы. По информации корреспондентов виленской газеты Kurier Krajowy, в Париже графиня познакомилась с некоей мадемуазель Анной Сахут и предложила ей щедрое вознаграждение за услуги компаньонки (фр. dame de companie). Француженка согласилась, и ей было установлено ежемесячное жалование в размере 100 франков. Как впоследствии признавалась сама Сахут, первоначально поведение Тышкевич не вызывало подозрений, но впоследствии всё резко изменилось (особенно после прибытия в Вильну): графиня взяла за обыкновение ощупывать компаньонку (объясняя, что делает это «по любви») и требовать претворения в жизнь своих деликатных прихотей — таких, которые было трудно исполнить «неиспорченной девушке». Однажды между Тышкевич и Сахут вспыхнул открытый конфликт, в результате которого француженка по указанию хозяйки дворца была принудительно заперта в одной из комнат на первом этаже резиденции. По утверждению компаньонки, графиня морила её голодом и только иногда давала хлеб и воду. Оказавшись в ловушке, Сахут предприняла попытку вырваться из заточения — написала записку с призывом о помощи и выбросила её в окно на улицу. Когда стало очевидно, что первое послание осталось без ответа, «пленница» написала ещё одну записку, которая была обнаружена случайным прохожим. В адресованном в консульство Франции в Варшаве и написанном по-французски документе Сахут описывала свои страдания и даже угрожала покончить жизнь самоубийством, если её обращение не возымеет эффекта. Прохожий не стал игнорировать призыв о помощи попавшей в беду женщины и передал записку в руки стражей правопорядка. Уже на следующий день чины сыскной полиции произвели обыск в резиденции графини и освободили «пленницу», которая впоследствии по распоряжению следственных властей была направлена во французскую колонию.
В итоге дело о незаконном лишении свободы было направлено к судебному следователю. Тышкевич были выдвинуты обвинения в жестоком обращении с Сахут и насильственном её заточении. Допрошенная хозяйка дворца не признала себя виновной и объявила произошедшее результатом некоего «еврейского заговора», направленного против польской аристократии. По утверждению графини, евреи якобы подкупили Сахут, чтобы та оклеветала свою «благодетельницу».
После скандала с заточением французской компаньонки Тышкевич навсегда покинула Вильну и окончательно переехала в Париж. Несмотря на отъезд, эхо истории о запутанных отношениях графини с Сахут продолжало преследовать Тышкевич и во французской столице. Российский дипломат Борис Татищев, вспоминая о своей жизни в Париже перед Первой мировой войной, писал: «В русской колонии тогда играла некоторую роль графиня Клементина Тышкевич, русская полька, очень богатая, имевшая родовой дворец в Вильне и обширные поместья в той же губернии. О графине ходили какие-то смутные слухи, обвинявшие её в подозрительной склонности к особам женского пола». Татищев также отмечал, что просочившаяся информация об истории с заточением Сахут придала новый импульс пересудам о Тышкевич, а граф Алексей Игнатьев на парижском приёме у великого князя Павла Александровича и графини фон Гогенфельзен (урождённой Ольги Карнович) в 1912 году даже счёл уместным публично позабавиться над бывшей «виленской львицей» по этому поводу, чем привёл её в ярость.
О последних восьми годах жизни польской аристократки известно немного. Не вызывает сомнений, что Тышкевич провела их во французской столице в окружении публики, которая принимала образ жизни графини и сама ему следовала. Имя Тышкевич часто упомяналось в ту пору на страницах популярных изданий вроде Le Figaro или Le Gaulois наряду с именами других находившихся в Париже представителей польско-литовской аристократии — Зибергов, Брёле-Плятеров, Браницких и многих других.
По свидетельствам невестки (жены брата Романа), Эльжбеты Потоцкой (урождённой Радзивилл), в последние годы жизни Тышкевич сильно болела.
В настоящее время в помещениях здания дворца Клементины Тышкевич располагается Библиотека Академии наук Литвы имени Врублевских.

## Характер. Оценки личности
Личность и образ жизни Клементины Тышкевич оценивались современниками неоднозначно.

## Комментарии
1. ↑  Фон Шахт прибыл в Российскую империю из Прусского королевства.
2. ↑  В тот день устав отделения был утверждён президентом Общества — принцессой Евгенией Максимилиановной Ольденбургской.